# Флауэр, Сара
Сара Элизабет Флауэр (англ. Sara Elizabeth Flower; 1823, Грейс, Англия — 20 августа 1865, Сидней, Австралия) — австралийская оперная певица (контральто) английского происхождения.

## Биография
Сара Флауэр родилась в Грейсе (Эссекс) в 1823 году. Она училась пению в Королевской академии музыки у Гаэтано Кривелли. После успешной карьеры в Лондоне певица, по приглашению композитора Стивена Марша, в 1850 году отправилась в Австралию. Её дебютный концерт в Мельбурне имел огромный успех. Затем она переехала в Сидней, где в 1851 году состоялся её дебют в Театре Королевы Виктории, в «Золушке» Россини. В том же году Сара Флауэр вышла замуж за Сэмюэла Ховарда Тейлора, актёра; свидетельницей на свадьбе была примадонна Мэри Карандини.
Из-за нехватки теноров Саре Флауэр часто приходилось петь мужские партии. Так, она неоднократно исполняла партию Эдгардо в «Лючии ди Ламмермур» Доницетти, а в 1857 году пела баритонную партию Дон Карло в «Эрнани» Верди. Вне её привычного диапазона была и партия Нормы в одноимённой опере Беллини. Что касается партий контральто, то в их числе были Маффио Орсини в «Лукреции Борджиа» Доницетти и Азучена в «Трубадуре» Верди.
Помимо выступлений на оперной сцене, Флауэр также занималась преподаванием, давая частные уроки, и ездила с концертами по золотым приискам Австралии. Тем не менее последние годы своей жизни она прожила в бедности, страдая от ревматизма. Певица умерла 20 августа 1865 года.